# Замок зажигания
Замок зажигания (или выключатель зажигания) — основной коммутирующий компонент, обеспечивающий включение и отключение двигателя и всей электрической системы автомобиля. Выполнение функций противоугонного средства (блокировка рулевого колеса) при незапущенном двигателе.

## Описание
Во времена СССР на замках зажигания ВАЗ-2101 и ЗАЗ-968М было написано «1 положение. Стоянка» «2 положение. Зажигание» «3 положение. Стартер»

## Основные функции
После поворота ключа включается зажигание, на спидометре загораются лампочки (индикаторы), ещё один поворот ключа включается реле стартера и сам стартер, происходит запуск двигателя. Поворот ключа налево заглушит двигатель и зажигание останется включённым, и точно такой же поворот ключа влево выключит зажигание. Но поворот ключа для включения зажигания преобразует 12 вольт по цепи и это напряжение идёт на Катушку зажигания, но на 10-м предохранителе после включения зажигания это напряжение идёт туда же, это напряжение идёт на катушку благодаря реле которое срабатывает.

## Контактная группа
Контактная группа состоит из контактов на которые надеваются специальные клеммы, однако поворот контактной группы по часовой стрелке включит зажигание и потом стартер.

## Противоугонное устройство для «Жигулей»
Противоугонное устройство представляет собой рычаг КПП, сверху есть замочная скважина, потом туда надо вставить ключ и провернуть на 90 градусов, и рычаг потеряв жёсткость падает на бок и он болтается на сломавшемся основании, и управлять трансмиссией невозможно. Обратное действие не сложное, по возвращению в салон, снова в замочную скважину вставляете ключ и проворачивайте.

## Непредвиденные случаи
Когда машина стоит очень долго, ключ зажигания прилипает к замку, и если попытаться вырвать его силой, то ключ оторвётся. Поэтому часть ключа, которая застряла в замке, надо вытаскивать плоскогубцами, но застрявший ключ уже не провернёт стартер и не включит зажигание. Также замок зажигания может заклинить и не проворачиваться.